# Пинђур
Пинђур је врста зачињене салате или намаза популарна у кухињама балканских народа. Слична је ајвару, али се разликује по томе што му је главни састојак плави патлиџан, а не паприка. Спрема се у дрвеном авану (врста округле дрвене посуде) од белог лука (посебно излупаног у авану дрвеним тучком), печених паприка, печеног парадајза и печеног патлиџана тако што се дрвеним тучком добро излупа, затим помеша добро поуљи и посоли.
Најчешћи додаци пинђуру су: паприка, парадајз, црни и бели лук, со, шећер и други зачини.